# 古怀璞
古怀璞（1956年12月—），山东临沭人，中华人民共和国政治人物。
1999年6月，任河北省接待办公室主任。2001年，任河北省委副秘书长。2003年，兼任河北省政府驻北京办事处主任。2008年3月，任河北省民政厅厅长。2015年2月4日，因涉嫌违纪违法被调查。